# 빌라

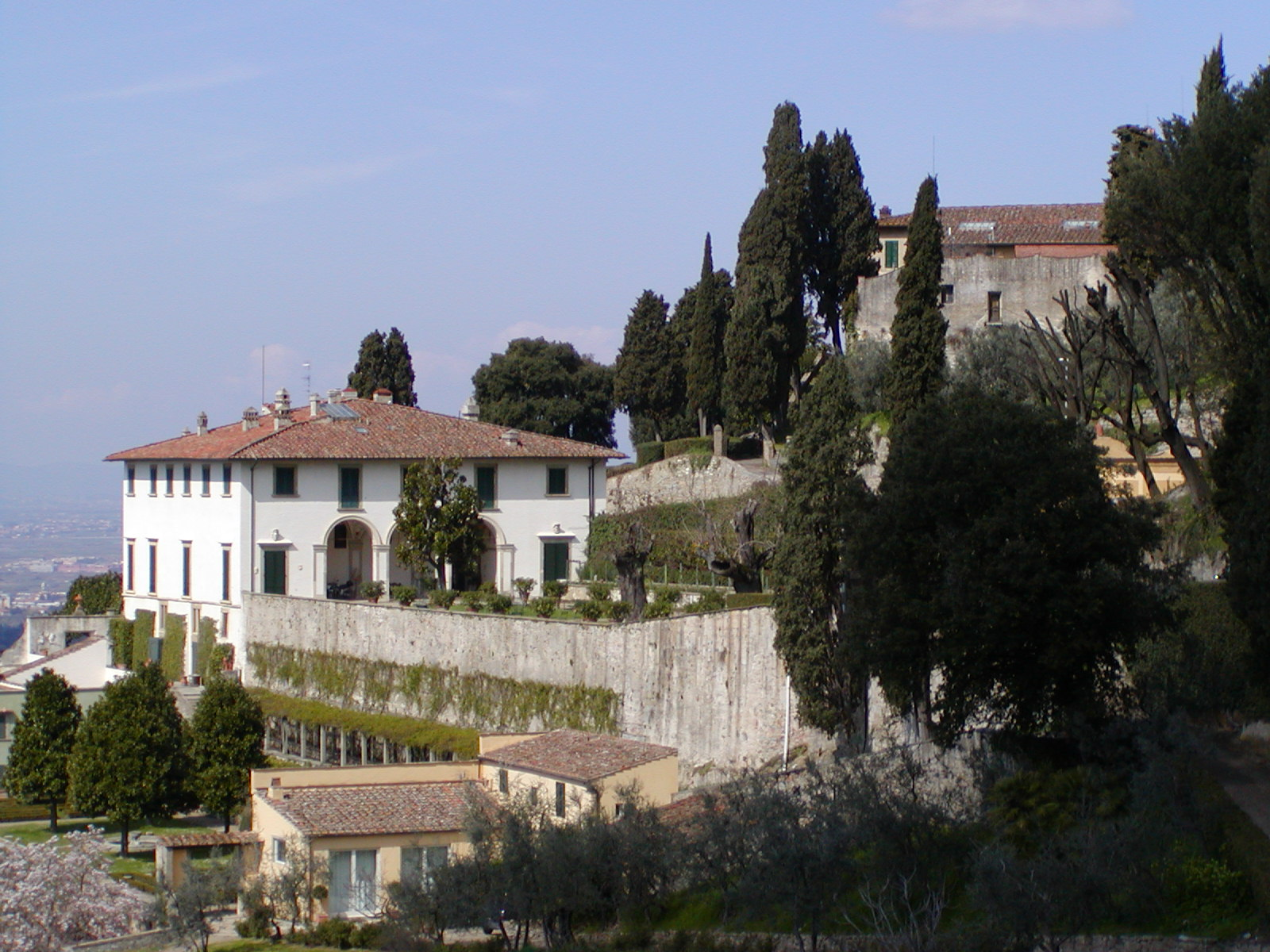
레온 바티스타 알베르티의 초기 계단식 언덕 풍경이 있는 피에솔레의 빌라 메디치

빌라(villa)는 본래 고대 로마 상류층의 교외 주택을 의미한다. 대한민국에서 빌라는 주로 공동 주택이나 연립 주택이라는 뜻으로 통한다. 로마 빌라에서 시작된 이후 빌라의 아이디어와 기능은 상당히 발전했다. 로마 공화국이 멸망한 후 빌라는 작은 농경지가 되었고 고대 후기에 점점 더 요새화되었으며 때로는 수도원으로 재사용하기 위해 교회로 옮겨졌다. 그런 다음 중세 시대를 거쳐 점차 우아한 상류층 시골 주택으로 다시 진화했다. 근대 초기에는 도시나 마을 근처에 정원이 있는 편안한 단독 주택을 빌라로 묘사할 가능성이 높았다. 대부분의 생존자는 이제 교외 지역에 휩싸였다. 현대 용어로 "빌라"는 교외의 반 분리형 이중 빌라부터 일부 국가, 특히 지중해 주변의 시골 평균 크기 이상의 주거지에 이르기까지 다양한 유형과 크기의 주거지를 의미할 수 있다.
빌라는 원래 고대 로마 때나 중세 시대 초기에는 '농지'라는 뜻이었다. 오늘날에는 쾌적한 생활을 즐기려고 교외나 자연 속에 지은, 여가를 위한 독립주택을 말한다.

## 같이 보기
- 다차
- 매너하우스
- 맨션